# Esqui cross-country nos Jogos Paralímpicos de Inverno de 2010 - 5 km feminino
A competição feminina de 5 km do esqui cross-country nos Jogos Paraolímpicos de Inverno de 2010 foi disputada no Parque Paraolímpico de Whistler em 18 de março.

## Medalhistas
| Medalha | Atletas sentadas      | Atletas em pé           | Deficientes visuais    |
| ------- | --------------------- | ----------------------- | ---------------------- |
| Ouro    | BLR Liudmila Vauchok  | UKR Oleksandra Kononova | GER Verena Bentele     |
| Prata   | GER Andrea Eskau      | UKR Iuliia Batenkova    | RUS Mikhalina Lysova   |
| Bronze  | CAN Colette Bourgonje | BLR Larysa Varona       | RUS Tatiana Ilyuchenko |

## Agenda
| Dia         | Horário (UTC-8) | Categoria           |
| ----------- | --------------- | ------------------- |
| 18 de março | 10:24           | Atletas em pé       |
| 18 de março | 10:32           | Deficientes visuais |
| 18 de março | 12:00           | Atletas sentadas    |

## Resultados

### 5km para atletas sentadas
| Pos.              | Nº | Atleta                   | Tempo   | Diferença |
| ----------------- | -- | ------------------------ | ------- | --------- |
| Medalha de ouro   | 15 | BLR Liudmila Vauchok     | 14:56.6 |           |
| Medalha de prata  | 1  | GER Andrea Eskau         | 15:11.4 | +15.8     |
| Medalha de bronze | 16 | CAN Colette Bourgonje    | 15:16.4 | +19.8     |
| 4                 | 12 | UKR Olena Iurkovska      | 15:19.7 | +23.1     |
| 5                 | 14 | UKR Lyudmyla Pavlenko    | 15:23.9 | +27.3     |
| 6                 | 13 | ITA Francesca Porcellato | 15:25.3 | +28.7     |
| 7                 | 9  | RUS Maria Iovleva        | 15:47.8 | +1:02.2   |
| 8                 | 8  | NOR Mariann Vestbostad   | 15:53.9 | +1:08.3   |
| 9                 | 11 | RUS Irina Polyakova      | 16:26.1 | +1:20.5   |
| 10                | 5  | USA Monica Bascio        | 16:32.4 | +1:26.8   |
| 11                | 7  | UKR Nadiia Stefurak      | 16:45.9 | +1:40.3   |
| 12                | 10 | UKR Tetyana Tymoshchenko | 17:29.3 | +2:32.7   |
| 13                | 6  | DEN Marianne Maiboll     | 17:35.2 | +2:39.6   |
| 14                | 4  | KOR Vo-Ra-Mi Seo         | 21:46.4 | +6:50.8   |
| 15                | 3  | RUS Svetlana Yaroshevich | 23:42.3 | +8:36.7   |
| -                 | 2  | UKR Svitlana Tryfonova   | DNS     | -         |

### 5km clássico para atletas em pé
| Pos.              | Nº | Atleta                        | Tempo   | Diferença |
| ----------------- | -- | ----------------------------- | ------- | --------- |
| Medalha de ouro   | 14 | UKR Oleksandra Kononova       | 16:01.3 |           |
| Medalha de prata  | 18 | UKR Iuliia Batenkova          | 16:03.7 | +2.4      |
| Medalha de bronze | 7  | BLR Larysa Varona             | 17:38.2 | +1:36.9   |
| 4                 | 5  | SWE Stina Sellin              | 17:54.7 | +1:53.4   |
| 5                 | 11 | CHN Peng Yuanyuan             | 17:57.8 | +1:56.5   |
| 6                 | 6  | CAN Jody Barber               | 18:00.4 | +1:59.1   |
| 7                 | 13 | SUI Chiara Devittori-Valnegri | 18:05.6 | +2:04.3   |
| 8                 | 4  | RUS Alena Gorbunova           | 18:06.2 | +2:04.9   |
| 9                 | 15 | FIN Maija Loytynoja           | 18:27.7 | +2:26.4   |
| 10                | 8  | USA Kelly Underkofler         | 18:37.2 | +2:35.9   |
| 11                | 9  | JPN Shoko Ota                 | 18:39.6 | +2:38.3   |
| 12                | 16 | POL Katarzyna Rogowiec        | 19:01.2 | +2:59.9   |
| 13                | 12 | ITA Paola Protopapa           | 20:10.8 | +4:09.5   |
| 14                | 1  | CAN Mary Benson               | 20:12.4 | +4:11.1   |
| 15                | 10 | POL Arleta Dudziak            | 20:43.8 | +4:42.5   |
| 16                | 3  | POL Anna Mayer                | 20:52.3 | +4:51.0   |
| -                 | 2  | CHN Zhaojing Geng             | DNF     | -         |
| -                 | 17 | RUS Anna Burmistrova          | DSQ     | -         |

### 5km clássico para deficientes visuais
| Pos.              | Nº | Atleta                    | Tempo   | Diferença |
| ----------------- | -- | ------------------------- | ------- | --------- |
| Medalha de ouro   | 11 | GER Verena Bentele        | 15:08.8 |           |
| Medalha de prata  | 9  | RUS Mikhalina Lysova      | 16:00.3 | +51.5     |
| Medalha de bronze | 10 | RUS Tatiana Ilyuchenko    | 17:18.4 | +2:09.6   |
| 4                 | 12 | RUS Liubov Vasilyeva      | 17:25.4 | +2:16.6   |
| 5                 | 4  | BLR Yadviha Skorabahataya | 17:34.8 | +2:26.0   |
| 6                 | 8  | CAN Robbi Weldon          | 17:40.9 | +2:32.1   |
| 7                 | 13 | UKR Oksana Shyshkova      | 17:44.9 | +2:36.1   |
| 8                 | 5  | JPN Yurie Kanuma          | 18:32.9 | +3:24.1   |
| 9                 | 6  | FRA Nathalie Morin        | 19:16.0 | +4:07.2   |
| 10                | 3  | RUS Valentina Nevidimova  | 19:45.6 | +4:36.8   |
| 11                | 7  | CAN Courtney Knight       | 20:12.7 | +5:03.9   |
| 12                | 1  | CAN Margarita Gorbounova  | 20:16.5 | +5:07.7   |
| 13                | 2  | BUL Yoana Ermenkova       | 27:58.4 | +12:49.6  |

## Legenda
| Q   | Classificado (Qualified)       |
| DNS | Não largou (Did not start)     |
| DNF | Não terminou (Did not finish)  |
| DSQ | Desclassificado (Disqualified) |